# Russki Komitet Wykonawczy
Russki Komitet Wykonawczy – moskalofilska organizacja polityczna, utworzona we Lwowie w grudniu 1918.
Organizacja wydawała do 1920 dziennik "Prikarpatskaja Ruś". Nie wzięła udziału w wyborach do Sejmu w 1922 roku. W 1923 podzieliła się, część lewicowa założyła radianofilską partię Narodna Wolja, natomiast konserwatywne skrzydło utworzyło "Galicko-Russką Organizację Ludową" (GRNO), popierającą politykę polskiego rządu. Dzięki temu organizacja otrzymała zarząd Narodnego Domu we Lwowie, oraz Instytutu Stauropigialnego, dzięki czemu organizacja kontrolowała znaczny majątek, z którego uzyskiwała fundusze na swoją działalność. W 1929 roku GRNO podzieliła się na Russką Partię Agrarną (RAP), oraz Russką Organizację Włościańską (RSO). Obie organizacje zjednoczyły się ponownie w 1931.